# I liga urugwajska w piłce nożnej (1952)
- Mistrz Urugwaju 1952: Club Nacional de Football
- Wicemistrz Urugwaju 1952: CA Peñarol
- Spadek do drugiej ligi: Sud América Montevideo
- Awans z drugiej ligi: Montevideo Wanderers

Mistrzostwa Urugwaju w roku 1952 były mistrzostwami rozgrywanymi według systemu, w którym wszystkie kluby rozgrywały ze sobą mecze każdy z każdym u siebie i na wyjeździe, a o tytule mistrza i dalszej kolejności decydowała końcowa tabela.

## Primera División

### Kolejka 1
| Mecz                                                 |
| ---------------------------------------------------- |
| Club Nacional de Football – Liverpool Montevideo 5:1 |
| CA Cerro – Sud América Montevideo 2:1                |
| CA Peñarol – Central Montevideo 4:2                  |
| River Plate Montevideo – Rampla Juniors 1:1          |
| Defensor Sporting – Danubio FC 0:0                   |

### Kolejka 2
| Mecz                                           |
| ---------------------------------------------- |
| CA Peñarol – River Plate Montevideo 2:0        |
| Club Nacional de Football – Rampla Juniors 3:3 |
| Central Montevideo – Defensor Sporting 3:2     |
| CA Cerro – Liverpool Montevideo 2:0            |
| Danubio FC – Sud América Montevideo 3:1        |

### Kolejka 3
| Mecz                                                   |
| ------------------------------------------------------ |
| Club Nacional de Football – Sud América Montevideo 4:2 |
| CA Peñarol – CA Cerro 2:1                              |
| Rampla Juniors – Defensor Sporting 6:0                 |
| Liverpool Montevideo – Central Montevideo 1:1          |
| River Plate Montevideo – Danubio FC 2:5                |

### Kolejka 4
| Mecz                                              |
| ------------------------------------------------- |
| CA Peñarol – Danubio FC 2:2                       |
| Defensor Sporting – Club Nacional de Football 3:2 |
| Sud América Montevideo – Rampla Juniors 1:1       |
| Central Montevideo – CA Cerro 4:2                 |
| River Plate Montevideo – Liverpool Montevideo 4:1 |

### Kolejka 5
| Mecz                                           |
| ---------------------------------------------- |
| Club Nacional de Football – CA Cerro 5:0       |
| Liverpool Montevideo – Danubio FC 2:1          |
| CA Peñarol – Sud América Montevideo 5:0        |
| Rampla Juniors – Central Montevideo 5:1        |
| River Plate Montevideo – Defensor Sporting 4:1 |

### Kolejka 6
| Mecz                                              |
| ------------------------------------------------- |
| CA Peñarol – Defensor Sporting 2:0                |
| Central Montevideo – River Plate Montevideo 1:2   |
| Rampla Juniors – CA Cerro 1:1                     |
| Liverpool Montevideo – Sud América Montevideo 2:2 |
| Club Nacional de Football – Danubio FC 4:2        |

### Kolejka 7
| Mecz                                               |
| -------------------------------------------------- |
| Club Nacional de Football – Central Montevideo 6:0 |
| CA Peñarol – Liverpool Montevideo 5:0              |
| River Plate Montevideo – CA Cerro 1:0              |
| Sud América Montevideo – Defensor Sporting 4:1     |
| Danubio FC – Rampla Juniors 1:0                    |

### Kolejka 8
| Mecz                                                |
| --------------------------------------------------- |
| Defensor Sporting – CA Cerro 2:2                    |
| River Plate Montevideo – Sud América Montevideo 4:2 |
| CA Peñarol – Club Nacional de Football 2:0          |
| Liverpool Montevideo – Rampla Juniors 2:0           |
| Central Montevideo – Danubio FC 1:1                 |

### Kolejka 9
| Mecz                                                   |
| ------------------------------------------------------ |
| CA Peñarol – Rampla Juniors 2:0                        |
| Club Nacional de Football – River Plate Montevideo 3:1 |
| CA Cerro – Danubio FC 4:0                              |
| Sud América Montevideo – Central Montevideo 2:1        |
| Defensor Sporting – Liverpool Montevideo 4:1           |

### Kolejka 10
| Mecz                                                 |
| ---------------------------------------------------- |
| Club Nacional de Football – Liverpool Montevideo 3:0 |
| CA Cerro – Sud América Montevideo 1:0                |
| CA Peñarol – Central Montevideo 2:1                  |
| Rampla Juniors – River Plate Montevideo 2:1          |
| Defensor Sporting – Danubio FC 1:1                   |

### Kolejka 11
| Mecz                                           |
| ---------------------------------------------- |
| CA Peñarol – River Plate Montevideo 2:1        |
| Club Nacional de Football – Rampla Juniors 5:2 |
| Central Montevideo – Defensor Sporting 4:4     |
| CA Cerro – Liverpool Montevideo 3:0            |
| Danubio FC – Sud América Montevideo 5:2        |

### Kolejka 12
| Mecz                                                   |
| ------------------------------------------------------ |
| Club Nacional de Football – Sud América Montevideo 5:0 |
| CA Peñarol – CA Cerro 3:1                              |
| Rampla Juniors – Defensor Sporting 3:2                 |
| Liverpool Montevideo – Central Montevideo 3:2          |
| Danubio FC – River Plate Montevideo 3:1                |

### Kolejka 13
| Mecz                                              |
| ------------------------------------------------- |
| CA Peñarol – Danubio FC 2:0                       |
| Club Nacional de Football – Defensor Sporting 2:1 |
| Rampla Juniors – Sud América Montevideo 4:2       |
| CA Cerro – Central Montevideo 2:0                 |
| River Plate Montevideo – Liverpool Montevideo 0:0 |

### Kolejka 14
| Mecz                                           |
| ---------------------------------------------- |
| Club Nacional de Football – CA Cerro 3:2       |
| Danubio FC – Liverpool Montevideo 5:0          |
| CA Peñarol – Sud América Montevideo 4:1        |
| Rampla Juniors – Central Montevideo 2:2        |
| Defensor Sporting – River Plate Montevideo 3:0 |

### Kolejka 15
| Mecz                                              |
| ------------------------------------------------- |
| CA Peñarol – Defensor Sporting 4:1                |
| Central Montevideo – River Plate Montevideo 1:0   |
| Rampla Juniors – CA Cerro 1:1                     |
| Liverpool Montevideo – Sud América Montevideo 1:1 |
| Club Nacional de Football – Danubio FC 1:0        |

### Kolejka 16
| Mecz                                               |
| -------------------------------------------------- |
| Club Nacional de Football – Central Montevideo 2:0 |
| Liverpool Montevideo – CA Peñarol 3:1              |
| River Plate Montevideo – CA Cerro 3:0              |
| Sud América Montevideo – Defensor Sporting 1:1     |
| Rampla Juniors – Danubio FC 2:1                    |

### Kolejka 17
| Mecz                                                |
| --------------------------------------------------- |
| Defensor Sporting – CA Cerro 1:0                    |
| River Plate Montevideo – Sud América Montevideo 3:2 |
| Club Nacional de Football – CA Peñarol 1:0          |
| Liverpool Montevideo – Rampla Juniors 1:1           |
| Central Montevideo – Danubio FC 3:2                 |

### Kolejka 18
| Mecz                                                   |
| ------------------------------------------------------ |
| CA Peñarol – Rampla Juniors 2:0                        |
| Club Nacional de Football – River Plate Montevideo 5:1 |
| Danubio FC – CA Cerro 1:0                              |
| Sud América Montevideo – Central Montevideo 3:2        |
| Defensor Sporting – Liverpool Montevideo 2:1           |

### Końcowa tabela sezonu 1952
| Poz | Klub                      | Mecze | Zw | Rem | Por | Pkt | BrZd | BrStr |
| --- | ------------------------- | ----- | -- | --- | --- | --- | ---- | ----- |
| 1   | Club Nacional de Football | 18    | 15 | 1   | 2   | 31  | 59   | 20    |
| 2   | CA Peñarol                | 18    | 15 | 1   | 2   | 31  | 46   | 14    |
| 3   | Rampla Juniors            | 18    | 6  | 7   | 5   | 19  | 34   | 29    |
| 4   | Danubio FC                | 18    | 7  | 4   | 7   | 18  | 33   | 28    |
| 5   | River Plate Montevideo    | 18    | 7  | 2   | 9   | 16  | 29   | 34    |
| 6   | CA Cerro                  | 18    | 6  | 3   | 9   | 15  | 24   | 28    |
| 7   | Defensor Sporting         | 18    | 5  | 5   | 8   | 15  | 29   | 40    |
| 8   | Liverpool Montevideo      | 18    | 4  | 5   | 9   | 13  | 19   | 42    |
| 9   | Central Montevideo        | 18    | 4  | 4   | 10  | 12  | 29   | 45    |
| 10  | Sud América Montevideo    | 18    | 3  | 4   | 11  | 10  | 27   | 49    |

Z powodu równej liczby punktów dwa najlepsze kluby w tabeli rozegrały mecz barażowy o tytuł mistrza Urugwaju.
| Data           | Mecz |
| -------------- | --- |
| 25 lutego 1953 | Club Nacional de Football – CA Peñarol 4:2 mecz rozegrany został na Estadio Centenario Widzów: 30 000 Sędzia: Juan Carlos Armental, (Washington Rodríguez, Orosmán Rivera Fasoli) Bramki: 1:0 Julio Pérez 24, 2:0 Jorge Enrico 28, 2:1 Óscar Míguez 42, 3:1 Javier Ambrois 44, 4:1 Jorge Enrico 45, 4:2 José Santamaría 46s Czerwone kartki: Walter Holdoway 78 / Alcides Ghiggia 44, Óscar Míguez 44 Club Nacional de Football: Aníbal Paz – José Santamaría, Walter Holdoway, Waldemar González, Néstor Carballo, Luis Cruz, Rafael Souto, Javier Ambrois, Héctor Rial, Julio Pérez, Jorge Enrico. Trener: Enrique Fernández. Club Atlético Peñarol: Flavio Pereyra Natero (46' Roque Máspoli) – Mirto Davoine, Felipe Carrizo, Víctor Rodríguez Andrade, Obdulio Varela, Joel Romero, Alcides Ghiggia, Juan Alberto Schiaffino, Óscar Míguez, Julio César Abbadie, Ernesto Vidal. Trener: Juan López Fontana |

Mistrzem Urugwaju został klub Club Nacional de Football.

### Klasyfikacja strzelców bramek
| Gole | Piłkarz      | Klub                      |
| ---- | ------------ | ------------------------- |
| 15   | Jorge Enrico | Club Nacional de Football |